# Göteborgs Lucia
Göteborgs Lucia arrangerades fram till 2014 av Göteborgs-Posten tillsammans med en rad samarbetspartners. Från och med 2017 arrangeras Göteborgs Lucia av Hvitfeldtska gymnasiets musikprogram.
Under tidigt 90-tal var luciornas primära uppgift att dela ut julkorgar till ensamma och samla in pengar till välgörenhet. Detta fortsatte man med men det kompletterades med musikaliska framträdanden. Under senare delen av 90-talet gjorde luciatruppen närmare 200 sångframträdanden per år och besökte alltifrån sjukhus och äldreboenden till företagsevent och julkonserter. Allt med syfte att samla in pengar till välgörande ändamål.  
Den första officiella lucian i Göteborg var Sigrid E.A.M. Lagerberg (född 1914) som 10 december 1935 kröntes till Göteborgs Lucia. Luciatåget – som bestod av fyra förridare, fackelbärare, musikkår, Luciavagn dragen av fyra hästar, stjärngossar och efterridare – gick från Kungsportsavenyn, via Östra Hamngatan, Södra Hamngatan, Västra Hamngatan, Kungsgatan och Östra Hamngatan, till Gustaf Adolfs Torg. Vid den efterföljande Luciabalen på Grand Hotel Haglund överlämnade borgmästarinnan Lindberg ett minnessmycke till Sigrid Lagerberg. Traditionen med ett minnessmycke följde med Göteborgs Lucia genom åren, och har bland annat bestått av en droppe och av en stjärna i silver.
1936 valdes Asta Hellman och 1937 Ragnhild Montheli till Göteborgs Lucia. Därefter blev det en paus till 1940, då Göteborgs-Posten tog över arrangemanget och Lasse Dahlquist var luciageneral. 
Göteborgs Lucia har varje år samlat in pengar till olika välgörande ändamål genom insamling, företagsbesök och omröstning. Insamlingen har bland annat gått till Göteborgs kyrkliga stadsmission, Friends, Barncancerföreningen i Västra Sverige, Bris, Suicidprevention Väst och Drottning Silvias barn- och ungdomssjukhus.
Luciahögtiden har firats årligen med Lucias tillkännagivande på Götaplatsen, senare på Liseberg, följt av procession genom staden och Luciakonserter med kröning i Vasakyrkan. 

## Göteborgs Lucia 1940–2014
- 1940 Mette Sörvik
- 1941 Margareta Orstadius
- 1942 Aja Gneiser
- 1943 Kerstin Svensson
- 1944 Kerstin Schönemann
- 1945 Ingrid Åkerström
- 1946 Elsa Darrell
- 1947 Siv Wedermark
- 1948 Marianne Classon
- 1949 Ann-Marie Melander
- 1950 Barbro Österlind
- 1951 Inga-Lill Gustafsson
- 1952 Lillemor Nilsson
- 1953 Sonja Ek
- 1954 Ingela Belfrage
- 1955 Birgitta Josephson
- 1956 Inger Lindahl
- 1957 Gunvor Engman
- 1958 Margreth Dahlstrand
- 1959 Eva Larsson
- 1960 Carina Börjesson
- 1961 Gunilla Stolpe
- 1962 Anita Wiklander
- 1963 Lisbeth Sjöstedt
- 1964 Kristina Ling
- 1965 Marita Gavén
- 1966 Ulla Westberg
- 1967 Gunnel Persson
- 1968 Margareta Olausson
- 1969 Berit Redin
- 1970 Anette Lundahl
- 1971 Ann-Charlotte Nordén
- 1972 Barbro Åsberg
- 1973 Anna Svensson
- 1974 Maj-Britt Rambow
- 1975 Helena Gustafsson
- 1976 Margaretha Thelin
- 1977 Rose-Marie Andersson
- 1978 Anna-Lena Holm
- 1979 Anne Eliasson
- 1980 Birgitta Nyberg
- 1981 Eva Andersson
- 1982 Pernilla Warberg
- 1983 Lisbeth Persson
- 1984 Renée Ferm
- 1985 Carina Gustafsson
- 1986 Eva-Lotta Olsson
- 1987 Catrin Nilsmark
- 1988 Anna Westher
- 1989 Therese Lindholm
- 1990 Lena Aldergren
- 1991 Carina Mogren
- 1992 Maria Larsson
- 1993 Sara Synnergren
- 1994 Malin Granlund
- 1995 Petra Lewis
- 1996 Jennie Elonsson
- 1997 Helena Granstedt
- 1998 Cecilia Natanaelsson
- 1999 Rani Karlsson
- 2000 Lisa Kökeritz
- 2001 Annika Larsson
- 2002 Lina Ekegren
- 2003 Frida Sjöberg
- 2004 Annakarin Victorsson
- 2005 Emelie Wrangmo Karlsson
- 2006 Andrea Stjernedal
- 2007 Natalie Jacobsson
- 2008 Therese Rydberg
- 2009 Emelie Hammar
- 2010 Eleonora Udin
- 2011 Gabriella Sumberaz
- 2012 Evelina Karlsson
- 2013 Sandra Johansson
- 2014 Matilda Almgren

## Göteborgs Staffan
- 2000 Carl Henric Malmgren
- 2001 Jacob Andreas
- 2002 Björn Lundgren
- 2003 Peter Berglund
- 2004 Karl-Johan Karlsson
- 2005 Christian Melin
- 2006 Johan Roth
- 2007 Oscar Johansson